# Mother's Day (film, 2010)
Pour plus de détails, voir Fiche technique et Distribution.
Mother's Day est un thriller horrifique américain réalisé par Darren Lynn Bousman et sorti aux États-Unis en 2010. Il s'agit d'un remake de la production Troma de 1980, Mother's Day.

## Synopsis
La fête d'anniversaire de Daniel Sohapi (Frank Grillo) se déroule chez lui et sa femme Beth (Jaime King) où sont conviés Annette Langston (Briana Evigan) et son fiancé Dave Lowe (Tony Nappo (en)), Gina Jackson (Kandyse McClure) et son époux Trey (Lyriq Bent), George Barnum (Shawn Ashmore) et sa petite-amie Melissa McGuire (Jessie Rusu) ainsi que Julie Ross (Lisa Marcos). C'est alors qu'arrive Ike Koffin (Patrick Flueger) et ses frères Addley (Warren Kole) et Johnny (Matt O'Leary), ce dernier étant blessé. Les trois frères sont des braqueurs de banque. L'un d'eux ayant mal tourné, les frères sont retournés à la maison familiale, ignorant qu'elle a été saisie et que leur mère n'y est plus. Les trois frères prennent les personnes présentes en otage. Natalie "Maman" Koffin (Rebecca De Mornay), la mère des braqueurs, arrive et prend les choses en main, accompagné de sa fille Lydia (Deborah Ann Woll)...
Ike demande à George, qui est médecin, de s'occuper de Johnny au rez-de-chaussée. Addley emmène les 8 autres otages dans le sous-sol. Natalie prévoit d'emmener sa famille passer la frontière mais ils ont besoin d'argent. Or il se trouve que tous les mois, les trois frères ont envoyé de l'argent à cette adresse, croyant que leur mère y vivait toujours. Daniel et Beth affirme qu'ils n'ont rien reçu. Natalie ne croit pas Daniel et ordonne à ses fils de casser la main de ce dernier pour faire bonne mesure. Natalie explique aux otages son plan : Ike va emmener Beth a un distributeur avec les cartes de crédit des invités et que si l'un d'eux ment, les autres en subiront les conséquences. Soudain, Melissa s'enfuit au rez-de-chaussée pour chercher George. Addley la rattrape et lui tire dans le visage.
Ike emmène Beth en ville en voiture avec Melissa agonisante à l'arrière. Ike cache Melissa, encore vivante, derrière une poubelle. Au sous-sol, les avis sont partagés : Trey et Julie veulent élaborer un plan tandis que Daniel et Dave veulent obéir tranquillement aux braqueurs. En ville, Beth et Ike tente de retirer de l'argent à un distributeur. Deux femmes, Vicki Rice (Andrea Joy Cook) et Jenna Luther (Alexa Vega), arrivent et font la queue. Beth tente d'avertir les deux femmes mais Ike s'en rend compte. Il oblige les deux femmes à se battre en disant que celle qui tue l'autre en premier aura la vie sauve. Jenna finit par poignarder Vicki avant de se faire abattre par Ike alors qu'elle s'enfuyait. À la nuit tombée, des éboueurs découvrent Melissa derrière la poubelle et la jeune femme est emmenée à l'hôpital.
À la maison, George comprend que « Maman » a bridé ses enfants toutes leurs vies afin de les garder près d'elle. Beth emmène Ike à la boutique de pressing de Trey pour lui donner plus d'argent. À la maison, l'état de Johnny empire et Maman veut exaucer sa dernière volonté : coucher avec une femme. Addley descend donc au sous-sol et dit que la femme sera soit Annette, soit Gina et que pour cela, les époux respectifs doivent se battre pour sauver leurs conjointes. Trey l'emporte sur Dave et Annette est montée au rez-de-chaussée. Au pressing, Beth tente de s'enfuir mais échoue. À la maison, Annette échappe à son triste sort quand Johnny est pris de convulsions. George dit alors discrètement à Annette d'ouvrir le cadeau au papier doré au sous-sol. Annette redescend et Dave attaque Addley qui se moque d'Annette. Gina profite de la lutte pour s'enfuir à l'extérieur. Addley finit par tuer Dave en lui tirant dessus avec son fusil. Daniel est obligé par Maman de ramener Gina sinon elle tuera Beth, ce qu'il fait à contrecœur.
Sous la pluie, Ike et Beth sont vus par un policier et Ike lui tire dessus mais le policier bouge encore. Ike demande à Beth de rouler sur le policier mais Beth jette la voiture hors de la route. Désirant punir Gina, Maman demande à Addley de verser de l'eau bouillante dans les oreilles de Trey. Annette, Daniel et Julie sont attachés à un pilier, Trey à un autre et Gina dans un coin avec de la cellophane. Le policier tente d'aider Beth coincée dans la voiture mais Ike se réveille et tire une balle dans la tête du policier. À la maison, Maman découvre que Daniel et Beth avaient un enfant qui est mort renversé par une voiture et découvre également que Daniel et Julie ont une liaison. Pour les punir, Maman ordonne à Addley de mouiller la tête de Julie avec de l'alcool et de lui enflammer le cuir chevelu avant de l'éteindre.
Maman et Addley s'absentent, la première fouille la maison car elle est certaine que Daniel a caché l'argent qu'il recevait. Gina profite de l'absence des braqueurs pour faire fondre ses liens à la cheminée. Sur sa table d'opération, Melissa se réveille et prévient les médecins du danger que courent ses amis et ils appellent la police. Gina enlève son bâillon à Annette qui lui demande d'ouvrir le cadeau doré de George. Gina y trouve 3 couteaux et libère ses amis. Maman trouve dans la salle de bain l'argent caché. Les 5 otages parviennent à tuer Addley quand il vient les voir mais perdent le contrôle de la situation lorsque Trey, à moitié sourd et désorienté, tire sur Gina alors qu'elle s'approche de lui. Maman abat alors Trey ainsi que Daniel après qu'elle l'ait autorisé à appeler Beth. 
Celle-ci revient avec Ike et révèle que c'est elle qui avait caché l'argent parce qu'elle est enceinte et voulait une nouvelle vie. Johnny est emmené dans la caravane et malgré les supplications de Lydia, Johnny abat George. Après avoir fait un test de grossesse devant Maman, Beth parvient à assommer cette dernière et à libérer Annette et Julie. Annette va dans le garage chercher le fusil avec Beth mais Julie se fait tuer  par Ike. Ce dernier attaque Beth et Annette dans le garage mais elles parviennent à la blesser avant de le tuer. Beth demande à Annette de partir chez les voisins et se fait assommer par Maman. Beth se réveille dans la maison en flamme et en sort (Maman, Lydia et Johnny se sont enfuis). Elle retrouve Annette et les pompiers sortent Gina, encore en vie.
Quelques mois plus tard, Beth va à la maternité pour accoucher en compagnie d'Annette, Gina et Melissa. En pleine nuit, Beth se réveille et découvre que son bébé a disparu. On découvre que c'est Maman qui l'a pris et qui s'en va quelque part en voiture avec Lydia et Johnny...

## Fiche technique
- Titre original : Mother's Day
- Titre français :
- Réalisation : Darren Lynn Bousman
- Scénario : Scott Milam d'après le scénario original de Charles Kaufman et Warren Leight
- Direction artistique : Anthony A. Ianni
- Décors : Réjean Labrie
- Costumes : Leslie Kavanagh
- Photographie : Joseph White
- Son : Mark L. Mangino
- Montage : Hunter M. Via
- Musique : Bobby Johnston
- Production : Brett Ratner, Richard Saperstein, Jay Stern et Brian Witten
- Sociétés de production : The Genre Co., LightTower Entertainment, Rat Entertainment, Sierra / Affinity, Troma Entertainment et Widget Films
- Distribution :  Anchor Bay Films
- Budget : N/A
- Pays de production :  États-Unis
- Langue originale : Anglais
- Format : Couleur (DeLuxe) - 2,35:1 - 35 mm
- Genre : Thriller horrifique
- Durée : 112 minutes
- Dates de sortie :
  -  États-Unis : 23 septembre 2010 (Fantastic Fest)
  -  Pays-Bas : 5 mai 2011

## Distribution
Source et légende : Version française (V. F.) sur RS Doublage et selon le carton de doublage.
- Rebecca De Mornay (V. F. : Emmanuelle Bondeville) : Natalie Koffin
- Jaime King (V. F. : Barbara Beretta) : Beth Sohapi
- Patrick Flueger (V. F. : Sébastien Desjours) : Izzak « Ike » Koffin
- Deborah Ann Woll (V. F. : Margaux Laplace) : Lydia Koffin
- Briana Evigan (V. F. : Ingrid Donnadieu) : Annette Langston
- Shawn Ashmore (V. F. : Patrick Mancini) : George Barnum
- Warren Kole (V. F. : Yoann Sover) : Addley Koffin
- Matt O'Leary (V. F. : Brice Ournac) : Johnny Koffin
- Frank Grillo (V. F. : Nessym Guetat) : Daniel Sohapi
- Kandyse McClure (V. F. : Annie Milon) : Gina Jackson
- Lisa Marcos (V. F. : Barbara Kelsch) : Julie Ross
- Lyriq Bent (V. F. : Daniel Lobé) : Treshawn Jackson
- Tony Nappo (en) (V. F. : Constantin Pappas) : Dave Lowe
- Jessie Rusu (V. F. : Marie-Eugénie Maréchal) : Melissa McGuire
- Alexa Vega (V. F. : Olivia Luccioni) : Jenna Luther
- Andrea Joy Cook (V. F. : Aurore Bonjour) : Vicky Rice
- J. Adam Larose : Terry
- Mike O'Brien (V. F. : Stéphane Marais) : officier Skay